# Korneuburger Eid
Als Korneuburger Eid bzw. Korneuburger Gelöbnis wird eine durch den Heimwehr-Bundesführer Richard Steidle am 18. Mai 1930 in Korneuburg verlesene Erklärung bezeichnet, mit der Teile der österreichischen Heimwehren (Österreichischer Heimatschutz) eine Neuordnung des Staates forderten, die bereits auf den Austrofaschismus verweist.

## Hergang und Inhalt
Die Verlesung des Korneuburger Eids erfolgte anlässlich einer Generalversammlung des Heimatschutzverbandes Niederösterreich, der niederösterreichischen Landesorganisation der österreichischen Heimwehrbewegung. Der Hauptzweck dieser Versammlung war, Julius Raab, zugleich Landesführer der niederösterreichischen Heimwehr und prominentes Mitglied der Christlichsozialen Partei, zur Entscheidung zu nötigen, sich entweder gänzlich der Heimwehr oder seiner Partei zu unterstellen. Auf diese Weise sollte auch ein seit längerer Zeit schwelender Richtungsstreit innerhalb des Heimatschutzverbandes Niederösterreich beigelegt werden.

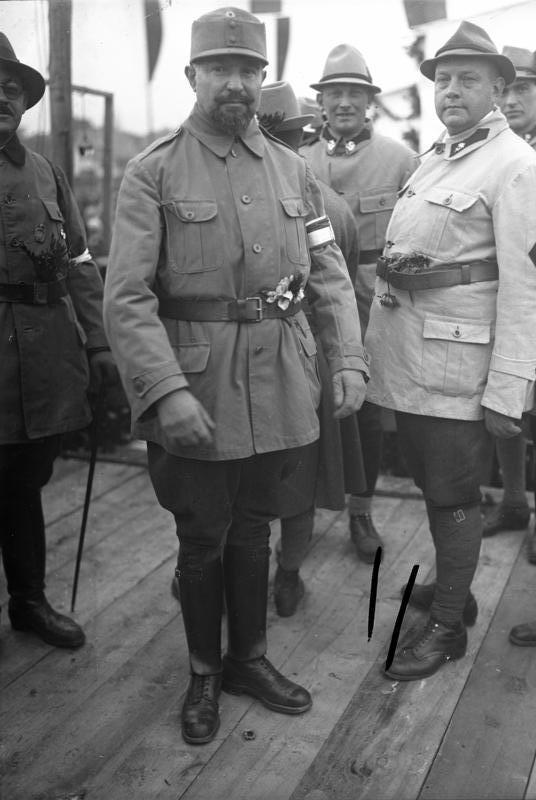
Walter Pfrimer (rechts) neben dem Bundesführer vom Österreichischen Heimatschutz Richard Steidle (links) auf der Heimwehr-Tribüne auf der Neuklosterwiese beim Aufmarsch der Heimwehr und des Schutzbundes in Wiener Neustadt am 7. Oktober 1928

Steidle hatte bereits längere Zeit vor der Versammlung den Spann-Schüler Walter Heinrich mit der Abfassung eines Entwurfs beauftragt. Heinrich war zu diesem Zeitpunkt Generalsekretär bei der Bundesführung der Heimwehren und versuchte wie auch Hans Riehl, ein weiterer Spann-Schüler und Leiter der Propagandastelle der Bundesführung, die Heimwehren im Sinne des Spannschen Universalismus zu beeinflussen. Während eines Tumults unter den anwesenden Delegierten verschaffte sich Steidle durch ein Hornsignal Gehör, hielt eine kurze Ansprache, zog anschließend einen Zettel aus der Tasche und verlas jene Sätze, die bald nur mehr als Korneuburger Gelöbnis bzw. Korneuburger Eid bezeichnet wurden. Darin wurde dem demokratischen Parlamentarismus und dem Parteienstaat der Kampf angesagt:

„Wir wollen Österreich von Grund aus erneuern!
Wir wollen den Volksstaat des Heimatschutzes.
Wir fordern von jedem Kameraden den unverzagten Glauben ans Vaterland, den rastlosen Eifer der Mitarbeit und die leidenschaftliche Liebe zur Heimat.
Wir wollen nach der Macht im Staate greifen und zum Wohl des gesamten Volkes Staat und Wirtschaft neu ordnen.
Wir müssen den eigenen Vorteil vergessen, müssen alle Bindungen und Forderungen der Parteien unserem Kampfziele unbedingt unterordnen, da wir der Gemeinschaft des deutschen Volkes dienen wollen!
Wir verwerfen den westlichen demokratischen Parlamentarismus und den Parteienstaat!
Wir wollen an seine Stelle die Selbstverwaltung der Stände setzen und eine starke Staatsführung, die nicht aus Parteienvertretern, sondern aus den führenden Personen der großen Stände und aus den fähigsten und den bewährtesten Männern unserer Volksbewegung gebildet wird.
Wir kämpfen gegen die Zersetzung unseres Volkes durch den marxistischen Klassenkampf und liberal-kapitalistische Wirtschaftsgestaltung.
Wir wollen auf berufsständischer Grundlage die Selbstverwaltung der Wirtschaft verwirklichen. Wir werden den Klassenkampf überwinden, die soziale Würde und Gerechtigkeit herstellen. Wir wollen durch eine bodenstarke und gemeinnützige Wirtschaft den Wohlstand unseres Volkes heben.
Der Staat ist die Verkörperung des Volksganzen, seine Macht und Führung wacht darüber, dass die Stände den Notwendigkeiten der Volksgemeinschaft eingeordnet bleiben.
Jeder Kamerad fühle und bekenne sich als Träger der neuen deutschen Staatsgesinnung, er sei bereit Gut und Blut einzusetzen, er kenne drei Gewalten: den Gottglauben, seinen eigenen harten Willen und das Wort seiner Führer.“

Angesichts des stürmischen Beifalls der Anwesenden legte Raab noch an Ort und Stelle vor Steidle den Eid ab. Seinem Beispiel folgten nun die übrigen Delegierten, darunter auch einige andere Abgeordnete der Christlichsozialen Partei und solche der Großdeutschen Volkspartei.

## Bewertung und Folgen
Der Korneuburger Eid ist auch als Reaktion – quasi „im Windschatten“ des italienischen Faschismus Mussolinis – von Teilen der Heimwehrbewegung und des mit ihr sympathisierenden bürgerlichen Lagers auf die Verschärfung der politischen Gegensätze zwischen dem sozialdemokratischen und dem christlichsozialen Lager in Österreich interpretiert worden. Ihren sichtbaren Ausdruck hatten diese Gegensätze nach dem Schattendorfer Urteil in der so genannten Julirevolte von 1927 gefunden.
Auch die bewusst wehrhaft gehaltene Formulierung des Linzer Programms der Sozialdemokratie, in dem von der Notwendigkeit gesprochen wurde, die Republik gegen eventuelle Versuche einer faschistischen oder monarchistischen Gegenrevolution notfalls auch mit Gewalt zu verteidigen, verfehlte nicht die Wirkung auf die antidemokratisch gesinnte Rechte, die das – politisch vollkommen loyale, aber auf den Übergang zu einer sozialistischen Gesellschaftsordnung in den Formen der Demokratie abzielende – Programm propagandistisch als Aufruf zur Diktatur des Proletariats ausschlachtete.
Eine Stärkung der Heimwehrbewegung insgesamt brachte der Korneuburger Eid allerdings nicht. Bei der Bundesregierung, den Parteien, der Presse und selbst innerhalb der Heimwehrbewegung stieß er überwiegend auf Skepsis und Ablehnung. Steidles Stellung innerhalb der Heimwehrbewegung wurde dadurch geschwächt; im September 1930 musste er als Bundesführer abtreten.
In der Folgezeit gipfelte die zunehmende Polarisierung der politischen Lager schließlich in den Februarkämpfen des Jahres 1934, im Austrofaschismus und letztlich im Verlust der Souveränität Österreichs im März 1938.